# 浠Mizuki
浠Mizuki（日语： Mizuki */?）隸屬於臺灣子午計畫旗下的虛擬YouTuber成員之一，2021年8月28日於YouTube首播出道，直播內容以歌回為主，2022年2月達成10萬人訂閱里程碑。

## 角色設定
浠Mizuki的角色設計由臺灣繪師伊蓮擔任，人設為2002年7月23日出生，在日本讀書的台灣北極狐女孩，身高為163公分，粉絲名為「北極星」。

## 經歷
隸屬於臺灣子午計畫的浠Mizuki於2021年8月28日在YouTube上初配信。其頻道於2022年2月3月達成10萬訂閱數里程碑，同年2月8日發行首張原創單曲，7月2日發表2.0新衣裝。
浠Mizuki於出道兩周年的2023年8月28日展開3D化募款計劃，僅在一天內即達標300萬新台幣且最終募款金額為850萬。之後她宣布於2024年1月6日在YouTube免費直播首場個人3D Live演唱會「Bon Voyage!」。2025年2月15日，浠Mizuki參與由子午計畫首次舉辦的大型線上演唱會 「Meridian Project 1st Fes. 『MeridiaNight』」，與汐Seki、響Hibiki、澪Rei、橙Yuzumi、煌Kirali同台演出。
在2025年3月27日，浠Mizuki參加由日本AWA和台灣KKBOX共同舉辦的線上活動「國際交流歌合戰」，其將與台日21位的VSinger一同參賽演出。接著她在同年7月19日，首次於臺灣Zepp New Taipei舉辦大型實體演唱會「Luminous」，並結合樂團演出和虛擬技術延伸至實體舞台與粉絲互動。

### 合作企劃
遊戲新幹線旗下的手機遊戲《純白和弦》，曾在2022月12月2日與浠Mizuki、虛擬歌手夏語遙跨次元合作推出「浠Mizuki X 夏語遙」聯動活動與專屬劇情。LOHAS樂活眼鏡在2024年9月至10月期間，與浠Mizuki合作推出聯名計畫「LOHASのMizuki」。同年11月16日，臺灣金屬樂團Ring誓約之聲在「WirForce 2024動漫音樂會」中，與子午計畫的浠Mizuki、朔Sakuro、煌Kirali成員共同演出各自的原創和翻唱歌曲。
2025年4月24日上市的《風色幻想 NeXus》臺灣手機遊戲，將可編制角色的浠Mizuki、森森鈴蘭、杏仁嚕等VTuber永久置入主線劇情中。YouTube鋼琴頻道SLSMusic於同年7月12日，在臺灣Zepp New Taipei 舉辦音樂企劃「PiaCon: Reunion」，並邀請浠Mizuki與多位音樂人展開跨次元的聯合演出。

## 外部連結
- 浠Mizuki的官方網站 （繁體中文）（页面存档备份，存于）
- 子午計畫的官方網站（繁體中文）（页面存档备份，存于）